# Łodzie
Łodzie (lit. Luodis) – jezioro w północno-wschodniej Litwie, na terenie rejonu jezioroskiego.